# Eilema mauritia
Eilema mauritia är en fjärilsart som beskrevs av Paul Mabille 1899. Eilema mauritia ingår i släktet Eilema och familjen björnspinnare. Inga underarter finns listade i Catalogue of Life.